# Robert Erskine Childers
Robert Erskine Childers (25 juni 1870 - 24 november 1922) was een Ierse schrijver en politiek activist. In 1903 publiceerde hij zijn avonturenroman "The Riddle of the Sands". Dit boek werd ook verfilmd. 
Voor zijn werk tijdens de Eerste Wereldoorlog kreeg hij de Distinguished Service Cross. In 1922 werd hij wegens zijn activiteiten tijdens de Ierse onafhankelijkheidsstrijd ter dood gebracht door een vuurpeloton.
- Biblioteca Nacional de España: XX1270161
- Bibliothèque nationale de France: cb12904793q (data)
- Gemeinsame Normdatei: 119384140
- International Standard Name Identifier: 0000 0001 0858 3544
- Library of Congress Control Number: n50037988
- Nationale Bibliotheek van Tsjechië: xx0010309
- Nationale bibliotheek van Australië: 35027965
- Nationale Bibliotheek van Israël: 987007272697205171
- Nederlandse Thesaurus van Auteursnamen: 068378815
- LIBRIS: 181512
- SNAC: w6db9m2r
- Système universitaire de documentation: 030772176
- Trove: 801373
- Virtual International Authority File: 69059575
- WorldCat: E39PBJdMfrKKBTv6YgGc9mcwYP

1. ↑  Gemeinsame Normdatei; geraadpleegd op: 1 januari 2015.